# Herbert Rüdiger
Herbert Rüdiger (* 12. Oktober 1920 in Berlin; † 2005) war ein deutscher Schauspieler, Hörspiel- und Synchronsprecher.

## Leben
Über das Leben von Herbert Rüdiger sind nur lückenhafte Informationen vorhanden. Er war ein West-Berliner Schauspieler, der dort ab Ende der 1940er Jahre viel für den Rundfunk arbeitete. Zur gleichen Zeit drehte er in der DDR für die DEFA bis 1957 mehrere Spielfilme. Anschließend arbeitete er nur noch für bundesdeutsche Firmen, besonders für das Fernsehen. Auch vereinzelte Synchron- und Theaterarbeiten waren nachzuweisen.

## Filmografie
- 1950: Semmelweis – Retter der Mütter
- 1950: Familie Benthin
- 1952: Das verurteilte Dorf
- 1952: Schatten über den Inseln
- 1953: Die Unbesiegbaren
- 1954: Kein Hüsung
- 1954: Pole Poppenspäler
- 1955: Robert Mayer – Der Arzt aus Heilbronn
- 1957: Schlösser und Katen
- 1957: Tinko
- 1957: Spielbank-Affäre
- 1957: Polonia-Express
- 1959: Das Totenschiff
- 1971: Recht oder Unrecht (Fernsehserie, 1 Episode)
- 1972: Zum zweiten Frühstück: Heiße Liebe
- 1972: Die Schöngrubers (Fernsehserie, 2 Episoden)
- 1978: Ein Mann will nach oben (Fernsehserie, 1 Episode)
- 1979: Kommissariat 9 (Fernsehserie, 1 Episode)
- 1988: Eurocops (Fernsehserie, 1 Episode)

## Theater
- 1970: Richard Hey: Der Fisch mit dem goldenen Dolch – Regie: Ursula Zajonc (Berliner Kammerspiele)

## Hörspiele
- 1949: Norman Corwin: Die Verschwörung gegen das heilige Weihnachtsfest – Regie: Helmut Brennicke (Kurzhörspiel – Radio München)
- 1948: John Steinbeck: Von Mäusen und Menschen (Crooks) – Regie: Günther Schnabel (Hörspiel – NWDR)
- 1948: H. G. Wells: Die Zeitmaschine – Regie: Friedrich Joloff (Hörspiel – RIAS Berlin)
- 1949: James M. Cain: Der Glückspilz – Regie: ? (Kurzhörspiel – RIAS Berlin)
- 1950: Marcel Pagnol: Zum goldenen Anker (Matrose) – Regie: Hanns Korngiebel (Hörspiel – RIAS Berlin)
- 1950: Gustav Albert Mulach: Brot für starke Zähne (Napoleao) – Regie: Hanns Korngiebel (Hörspiel – RIAS Berlin)
- 1952: Hans Hömberg: Der Mann mit dem Hämmerchen (Fistelstimme) – Regie: Peter Thomas (Hörspiel – RIAS Berlin)
- 1953: Frank Harvey: Im ‚Prince of Wales‘ – Regie: Rolf Purucker (Hörspiel – RIAS Berlin)
- 1954: Herman Wouk: Die Caine war ihr Schicksal – Regie: Gert Westphal (Hörspiel – RIAS Berlin / SWF)
- 1957: Johannes Hendrich: Die Büchse Münchhausens – Regie: Egon Monk (Hörspiel – RIAS Berlin/SDR)
- 1960: Wolfdietrich Schnurre: Das Schwein, das zurückkam (Zweiter Posten) – Regie: Rolf von Goth (Hörspiel – SFB)
- 1960: Peter Rosinski: Die Rettung (Loquet, Redakteur) – Regie: Rolf von Goth (Hörspiel – SFB)
- 1961: Paul Hengge: Tiefschlag in der 8. Runde (Dick, Portier) – Regie: Rolf von Goth (Hörspiel – SFB)
- 1968: Michael Davies: Die Kraftprobe (Budenbesitzer) – Regie: Siegfried Niemann (Hörspiel – SFB)

## Synchronisation
- 1966: John Fiedler als Daniel K. Papp in Simson ist nicht zu schlagen